# Gottlob Weiss
Gottlob Eduardo Weiss (1º gennaio 1886 – Temperley, 17 marzo 1946) è stato un calciatore argentino, di ruolo centrocampista.

## Biografia
Ebbe un figlio, Heraldo, che vinse una medaglia nel tennis ai I Giochi panamericani. Fu sposato con Mary Terán.

## Caratteristiche tecniche
Centrocampista, giocò anche nel ruolo di attaccante, più precisamente come ala destra.

## Carriera

### Club
Nel 1903 giocò con la maglia del Barracas Athletic, segnando sei reti. In seguito passò all'Alumni, nella cui rosa militò almeno dal 1905, rimanendovi sino allo scioglimento del club nel 1911. Nel primo torneo disputato con i bianco-rossi, Weiss marcò cinque gol e vinse il titolo. Partecipò poi alle vittorie successive in Copa Competencia e Copa Campeonato, ottenendo 9 trofei totali.

### Nazionale
Debuttò in Nazionale il 13 settembre 1903, nella gara di Copa Lipton contro l'Uruguay. L'età di 17 anni e 255 giorni lo rese il secondo più giovane debuttante della storia della Nazionale argentina dopo Ernesto Brown, che il 20 luglio 1902 era sceso in campo a 17 anni e 194 giorni. Prese poi parte agli incontri di Copa Newton, alla Copa Gran Premio de Honor Argentino e alla Copa Centenario Revolución de Mayo (in cui segnò la sua unica rete con l'Argentina).

## Palmarès

### Club

#### Competizioni nazionali
- Copa Campeonato: 6

Alumni: 1905, 1906, 1907, 1909, 1910, 1911
- Copa de Competencia Jockey Club: 3

Alumni: 1907, 1908, 1909